# Nowaki (Opole)
Pour les articles homonymes, voir Nowaki.
Nowaki est une localité polonaise de la gmina de Pakosławice, située dans le powiat de Nysa en voïvodie d'Opole.